# 해안타이판
해안타이판(coastal taipan) 또는 그냥 타이판(common taipan)은 코브라과 타이판속에 딸린 위험한 독사이다. 호주 북부 해안과 뉴기니섬에 서식한다.